# عمارة عصر النهضة في تولوز
انتشرت عمارة عصر النهضة من إيطاليا إلى جميع أنحاء أوروبا في القرن السادس عشر، وتدعو تلك الحركة المعمارية إلى العودة إلى نماذج العصور القديمة الرومانية، لا سيما من خلال الأطروحات وفنون النقش الهندسية العائدة إلى دراسة دي أركيتيكتورا (عن العمارة)، التي كتبها المعماري فيتروفيو (90-20 قبل الميلاد)، وهو منظّر روماني في العمارة القديمة.
شهدت تولوز فترة ازدهار بداية القرن السادس عشر، وكانت ثالث أكبر مدينة في فرنسا وعاصمة إقليمية غنية وقوية، عادت عليها تجارة نبتة «وسمة الصباغين» بمكانة رفيعة بين التجار العالميين. أصبحت المدينة أيضًا مقرًا لأول برلمان إقليمي فرنسي امتدت صلاحياته من نهر الرون إلى مقاطعة غشكونية، إضافة إلى جامعة تولوز المشهورة، بالرغم من أنها تقع خارج الحدود (بشكل رئيس في القانون)، ولأسقفية كبيرة عُدّت فيها كنيسة سان سيرنين، واحدة من أقدس الأماكن في العالم.
عززت هذه العوامل الديناميكية دافعًا إنسانيًا عميقًا، وأكدت على دور المدينة كمكان فني متألق، وحافظت كذلك على مناخٍ من المحاكاة الاجتماعية الضرورية كي تكون المدينة مرئية وجلية الحضور. يمكن الاستدلال على خصائص نهضة تولوز هذه من خلال غنى هندستها المعمارية ونوعيتها التي بقيت محفوظة إلى حد كبير لحسن الحظ، لكن ربما يصعب فهم كليتها بالمجمل، لأنها مبعثرة نوعًا ما عبر الحدود المحيطة والشاسعة للمركز التاريخي، ومخبأة جزئيًا في ساحاتٍ لا يمكن للعامة الوصول إليها بسهولة. لذا فالغرض من هذا المقال هو جمع مختلف عناصر الهندسة المعمارية في عصر النهضة في تولوز وتقديمها، وهذا ما أكسب المدينة صفة «أجمل مدينة في فرنسا» من قبل العالم جوزيف اسكاليجيه في نهاية القرن السادس عشر.

## الهندسة المعمارية دعمًا لطموحات البلدية
رحبت تولوز بعصر النهضة بوصفه موطنًا للإنسانية وسعة الاطلاع، وأعادت النظر إلى ذلك الماضي القديم المرموق بما تبقى من آثارٍ قليلة واضحة، آثار رومانية قديمة كانت بمثابة «محاجر من الطوب» على مدى العصور الوسطى. بناءً على طلب من الكابيتول (كبار قضاة المدينة)، أحيى باحثون من أمثال نيكولا برتراند وغيوم دي لا بيريير وأنطوان نوغيير، (بالاديا تولوسا)، دفعهم إلى ذلك كل من الشعراء اللاتينيين أمثال مارتياليس وأوسونيوس وسيدونيوس أبوليناريس، وتولوز القديمة التي أسسها الإمبراطور دوميتيان تحت رعاية الإلهة بالاس، أثينا (مينيرفا)، التي قُدمت على أنها حامية للفنون والآداب. أصبح القصر البلدي للكابيتوليوم في عام 1522، وبتحريض من بيير سلمون، الكابيتوليوم (كابيتول)، ما يعكس الرغبة في تقليد روما ومراجعها القديمة.
وجدت هذه الروابط المثالية بين المؤسسة البلدية في تولوز وروما القديمة، في الفنون، وبشكل خاص في الهندسة المعمارية، أداةَ تعبيرٍ.

### أبراج الكابيتول السابق

#### برج أرشيف الكابيتول
بُني الكابيتول بين عامي 1525 و1530 من قبل لوران كلاري، وذلك خوفًا على مقاطعة لانغيدوك الفرنسية من غزو الجيش الإسباني التابع للملك شارل الخامس، الذي كان يناور في جبال البرانس ساعيًا لحماية مخازن البارود ومحفوظاتهم الثمينة. والكابيتول عبارة عن برج سُمّي حينها «برج الأرشيف»، ويطلق عليه الآن «الحصن») الزنزانة باللغة الفرنسية) وذلك بسبب مظهره المنيع المحصن. وجد في الطابق الأرضي «المجلس الصغير» وهي غرفة مرموقة عقد الكابيتول فيها اجتماعاته الخاصة.
قدم الكابيتول نفسه على أنه قنصلية رومانية، من خلال واجهة البرج الموجودة ضمن إطارٍ حجري مرتب على طريقة المعبد القديم، وتُبدي تيجان أعمدته تراكب النظامين الدوري والأيوني. تقول النقوش المحفورة في الحجر باللاتينية: FIEBAT ANNO CHRISTIANAE SALUTIS MDXXV IDIBS NOVEBR NOBILIBUS PREINSIGNITIS CAPITOLINIS DECURIONIBUS,، ما يعني أنها «نُقشت في عام الخلاص 1525، في خريف نوفمبر من قبل أعضاء المجلس النبلاء في مبنى الكابيتول». ًامِل أعضاء المجلس في إضفاء شرعية تاريخية على أنفسهم من خلال تمركزهم في الكابيتول، وزعموا أن تلك الشرعية تعود إلى العصور القديمة وتتجاوز شرعية ملوك فرنسا، وذلك في مواجهة الإدارة الملكية والبرلمان الذي جنح أكثر فأكثر نحو الحد من صلاحياتهم ومن حرياتهم البلدية التي استولوا عليها.
أقيم على سطح برج الأرشيف بين عامي 1550 و1829 تمثال برونزي مذهّب يدعى ليدي ثولوز (السيدة ثولوزي باللغة الفرنسية)، من تنفيذ النحات جان رانسي والسبّاك كلود بيلهوت، وهو تجسيد استثنائي للمدينة وللقيم التي ضمنت تماسكها حول قضاة البلديات. استفادت مدينة تولوز من وجود موارد كبيرة لديها لصب مثل هذا التمثال الكبير، وهو التمثال الأول في فرنسا خارج الورش التابعة للملك. لم يغامر أحد بعد ذلك ولا حتى ضمن إيطاليا بمثل هذا العمل الديناميكي القائم على ساق داعمة واحدة (نفّذ النحات جوفاني دا بولونيا، بعد أكثر من خمسة عشر عامًا، تمثاله «فلاينغ ميركوري» الذي يجسد إله أولمبياد روماني قديم). يتميز تمثال الليدي ثولوز أيضًا بالطريقة المتقنة التي يظهر فيها الرداء الفضفاض وبراعة الإيماءات والتفافات الجسد ونقاط الرؤية المتعددة التي أظهرها جان رانسي. يحمل التمثال في يده اليمنى دوّارة الرياح ويتكئ بيده اليسرى على شعار درع المدينة. نُقشت الأحرف التالية على الدرع CPQT MDL، والمقصود بهذه الأحرف: «Capitulum Populusque Tolosanum 1550»، أي «الكابيتوليت وشعب تولوز»، بما يتماشى مع SPQR (مجلس الشيوخ وشعب روما) الذي يشير إلى روما وفكرة الجمهورية الحضرية، وأعضاء الكابيتول الذين يتباهون بتمركزهم داخل مبنى الكابيتول.

#### برج تور دو لا فيز (دُمّر في عام 1885)
على الرغم من أن برج الأرشيف لا يزال يُصنف ضمن العمارة القوطية، باستثناء العناصر الزخرفية التي قدمناها في الفصل السابق، فإن برج تور دو لا فيز الذي أضيف إليه بعد بضع سنوات، يُعد علامة فارقة مهمة في عمارة عصر النهضة في تولوز، إلى أن دُمّر في عام 1885.
شُيّد هذا البرج بين عامي 1532 و1542، وكان الهدف من برج الدرج هذا، استبدال الدرج الخشبي الخارجي الذي خدم الطابق العلوي من برج الأرشيف. وهو عبارة عن مبنى مربع ضخم يحتوي على درج معلق مؤلف من 61 درجة، ليُعد بذلك تحفة معمارية بسرداب حلزوني مجوف في الوسط ومدعّم فقط على محيط المبنى.
كان سيد البناء، سيباستيان بوغيرو هو من أنشأ هذا الدرج الرائع، وتعد هذه المحاولة واحدة من أولى محاولات عصر النهضة لاستبدال السلالم الحلزونية. بقي هذا المثال المعماري متفردًا في تولوز، إلى أن أصبحت الأدراج المستقيمة المدعمة بجدارٍ فاصل والأقل تعقيدًا في البناء، مفضلة أكثر. كان هذا الإنجاز الفذ في فن قَطْع الأحجار والمستوحى من الإنجازات الإسبانية (نفذ بوغيرو عمل كهذا في ذلك البلد)، أول درج معلق معروف في فرنسا؛ لم يُعثر على هذا الأسلوب في البناء في باريس إلا بعد قرن (بعد عام 1640) قبل أن يعود من جديد إلى تلك المقاطعة.
قررت البلدية في عام 1885 هدم البرج، وذلك لأنه يخفي منظور الواجهة الخلفية الجديدة لمبنى الكابيتول.